# HC Everest Kothla-Järve
HC Everest Kohtla-Järve je hokejový klub z Kohtla-Järve v Estonsku a hrající Estonskou hokejovou ligu. Domácí zápasy hrají v ledové hale Kohtla-Järve s kapacitou 2000 diváků.

## Historie
HC Everest byl založen v roce 2011 a od roku 2013 hrají sporadicky Meistriliigu. Původně hrál pod názvem Everest Kohtla-Järve, v roce 2020 tým změnil svůj název na HC Everest Kohtla-Järve. V roce 2020 se HC Everest zúčastnil úvodní Baltic Hockey League, kde nahradil Narva PSK z důvodu pandemie covidu-19, ale ve skupině skončil poslední po prohrách s Hockey Punks Vilnius (Litva) a HK Liepāja (Lotyšsko), v důsledku toho nepostoupil do finálové skupiny.

#### Historie názvu klubu
- 2011 – 2020 – Everest Kohtla-Järve
- 2020 – HC Everest Kohtla-Järve

## Umístění
| Sezóna    | Po zákl. části | Po play off        |                                                    |
| --------- | -------------- | ------------------ | -------------------------------------------------- |
| 2018/2019 | 4. místo       | 4. místo           | prohra v semifinále s Tartu Välk 494 0:3 na zápasy |
| 2019/2020 | 4. místo       | nedohráno covid 19 |                                                    |
| 2020/2021 | 2. místo       | 3. místo           | prohra v semifinále s HC Panter 1:6                |
| 2021/2022 | 3. místo       | 4. místo           | prohra o 3. místo s HC Panter 1:2                  |

## Zajímavost
Součástí HC Everest Kohtla-Järve je i hokejový tým žen, který hraje nejvyšší Estonskou hokejovou ligu žen.